# Tactiek (sport)
In de sport duidt tactiek op een samenhangende serie technische manoeuvres om een bepaald doel te bereiken. Zo kent het voetballen het een-tweetje: twee teamgenoten spelen elkaar beurtelings de bal toe, vaak om ingrijpen van de directe tegenstanders te voorkomen, zodat de tegenpartij met allerlei mogelijkheden rekening moet houden. Ook opkomende verdedigers behoren tot het terrein van de tactiek.
In het schaken is de penning een technische actie, maar het voorbereiden en vasthouden ervan zijn als tactisch te kwalificeren, evenals samenhangende zettenreeksen van de tegenstander om de penning te voorkomen of onschadelijk te maken. Soms bepalen deze manoeuvres het beeld van een partij; dit geheel geldt dan als strategisch. Zo ontstaat een reeks met oplopende complexiteit: techniek, tactiek en strategie.
In het tennis is de reeks van techniek, tactiek en strategie vergelijkbaar: Wanneer men een goede forehand heeft (techniek), dan zal de tegenstander veelal de tactische keuze maken om diens backhand te bespelen. Wie zijn kwaliteiten gedurende een hele partij zodanig inzet dat de tegenstander zijn sterke punten niet kan benutten, heeft een goede strategie gevolgd.
Billie Jean King adviseerde na haar loopbaan in een interview: "Dames, een tip voor jullie. Als je speelt tegen een meid met grote tieten, laat haar naar het net komen en backhandvolleys slaan. Dat is de lastigste slag als ze goed voorzien zijn." Zo hield King haar tactische keuze lang genoeg vol om er een strategie van te maken. Uit dit citaat blijkt al dat tot de tactiek ook kan behoren: gebruikmaken van omstandigheden die niet direct met de sport te maken hebben. Daarvan zijn legio voorbeelden. Zo kan men met het aanvragen van een time-out de tegenstander uit zijn ritme halen en bij laagstaande zon kan men hem tegen de zon in laten kijken.